# 達妮芙瀑布
達妮芙瀑布位於高雄市桃源區，荖濃溪支流唯金溪上游，鐵本山北方約1.9公里溪谷。瀑布標高約1520公尺至1380公尺，大致可分為上、中、下三層，其中以落差約80公尺的中層瀑布最為壯觀。由維金溪橋上溯，約2.6公里可抵達瀑布下。

## 解
1. ↑  根據《臺灣通用電子地圖【NLSC】》、《臺灣通用正射影像【NLSC】》對照。
2. ↑  臺灣已故知名空拍攝影師齊柏林拍攝之記錄片飛越台灣國家公園8:35秒處影像。